# تيجدة مزمالة (بني خالد)
تيجدة مزمالة هو دُوَّار يقع بجماعة اخلالفة، إقليم تاونات، جهة فاس مكناس في المملكة المغربية. ينتمي الدوّار لمشيخة بني خالد التي تضم 10 دواوير. يقدر عدد سكانه بـ 892 نسمة حسب الإحصاء الرسمي للسكان والسكنى لسنة 2004.

## روابط خارجية
- البوابة الوطنية للجماعات الترابية نسخة محفوظة 12 مارس 2018 على موقع واي باك مشين.
- المندوبية السامية للتخطيط